# Macrobrachium hancocki
Macrobrachium hancocki je druh sladkovodní krevetky vyskytující se v Jižní Americe.

## Popis
Tělo je hladké, s rovným rostrem (čelním výběžkem), které se na konci mírně zahýbá dolů a je kratší než hlavní tykadlový přívěsek. Na horní straně má 13 zubů, z toho 3–4 za očnicí, a na spodní straně 4 zuby. Karapax i zadeček jsou hladké, bez výrazných ornamentů. Telson (konec zadečku) má ostrý středový hrot obklopený dvěma páry trnů, přičemž vnitřní pár je delší. První pár nohou přesahuje délku tykadlového přívěsku. Druhý pár nohou je nápadný svou velikostí a tvarem – pravá a levá noha se liší. Větší noha má silné trny a je pokrytá hustými chloupky, s prsty, které při sevření výrazně nesedí k sobě. Délka těla dospělých jedinců se pohybuje u samců do 6 cm, u samic do 5,1 cm.

## Výskyt
Tento druh obývá především bažinaté vody, malé potoky a stojaté tůně. Vyskytuje se v pásmu od Kostariky přes Panamu a Kolumbii po Ekvádor, a to jak na pevnině, tak na některých ostrovech (Galapágy, Kokosový ostrov, Gorgona).

## Galerie

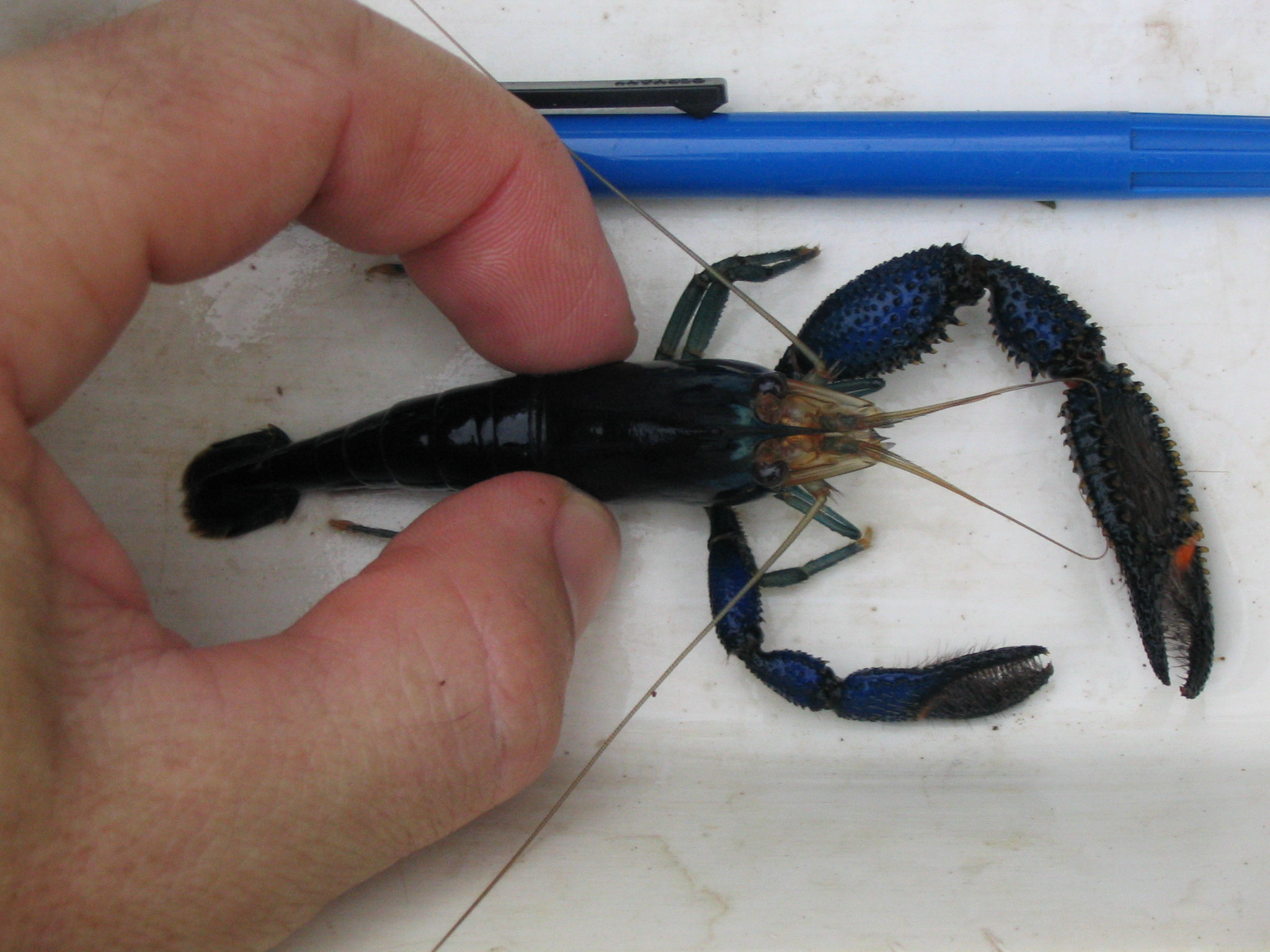
Samec
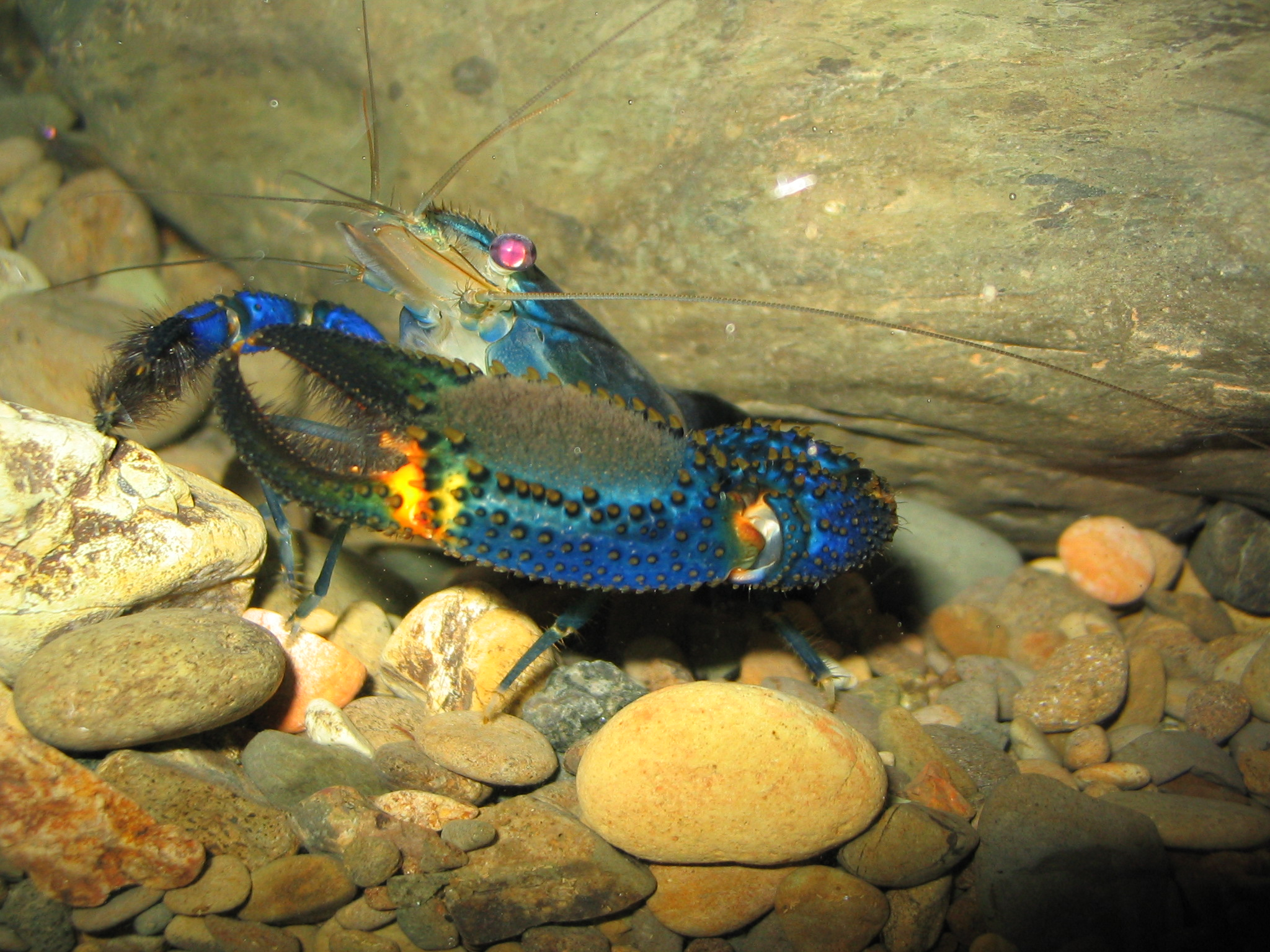
Samec
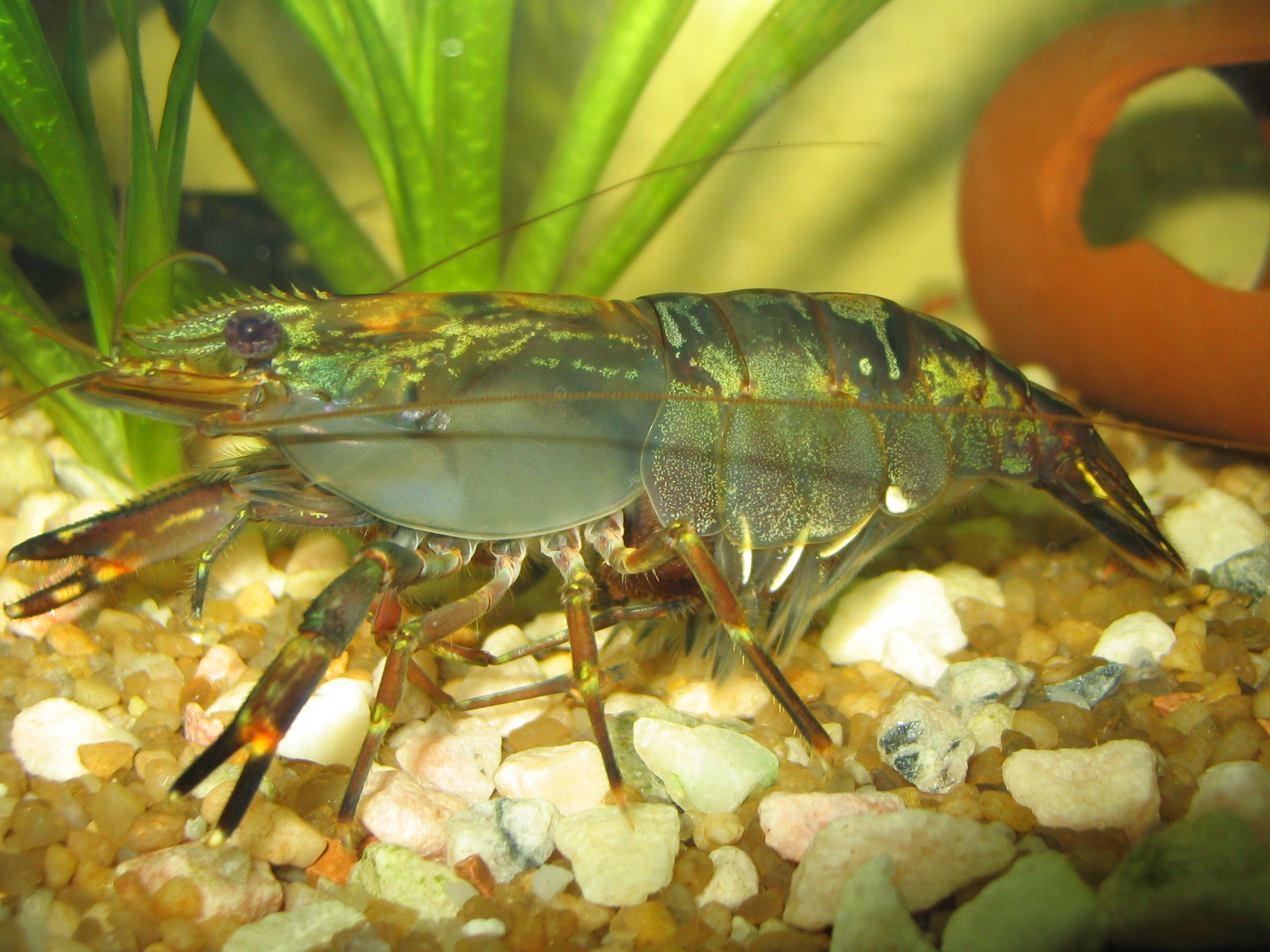
Samice